# 多包条虫
多包条虫（たほうじょうちゅう、学名：Echinococcus multilocularis）とは、円葉目テニア科エキノコックス属に属する条虫の1種。体長1.2-4.5mm、3-4個の片節より構成され、頭節には4個の吸盤と額嘴が存在する。成熟片節には1組の生殖器官がある。中間宿主は齧歯類、サル、ヒト、ブタ、ウマなど、終宿主はイヌ、キツネ、オオカミ、コヨーテなど。生活環は中間宿主に摂取された虫卵はその体内で六鉤幼虫へと発育する。六鉤幼虫は血行性あるいはリンパ行性に肝臓や肺に移動して包虫嚢へと発育する。包虫嚢は中間宿主とともに終宿主に摂取され、その小腸で成虫へと発育する。
1. - 形態
    - 虫卵は直径約35μmで、六鉤幼虫が中に入っている。
    - 包虫は嚢に包まれ、包虫嚢胞を形成する。包虫嚢胞内の包虫には頭部しかない。
    - 成虫の体長は単包条虫より短く1.2mm-3.7mmであり、体節が数個という小ぶりな条虫である。

  - 生活環（ライフサイクル）
    - 終宿主（＝イヌ、キツネ、オオカミ、コヨーテ、タヌキ、ネコ）
 → 糞便中に虫卵が排出され、周囲の環境を汚染。
→虫卵が粉塵、飲水、食物などとともに中間宿主に経口摂取される。
 → 中間宿主（＝本来自然界におけては野ネズミ（北海道において重要な役割を果たしているのはエゾヤチネズミ）であるが、ブタ、ウマ、ヒツジ、ウサギ、ヤギ、ウシなどの家畜哺乳類やヒトを含む霊長類）
 → 虫卵は小腸で孵化して、多包虫という幼虫になる。
 → 終宿主が多包虫を含む中間宿主の臓器を摂取する。
 → 小腸内で原頭節は約5週間で成熟成虫となり虫卵の放出を始める。
    - 多包条虫の成虫が終宿主に大きな病害を与えることはない。
    - 終 → 中間 → 終 → …という形でしか感染しないので、終宿主であるイヌやキツネに虫卵を食べさせても通常は感染は成立しない。しかし少数例であるが、幼虫がイヌやキツネの内臓に寄生したことが報告されている。

  - ヒトへの感染経路
    - 虫卵に汚染された飲水や食物を摂取したり、成虫が感染している犬との接触によって虫卵が経口摂取されることによって、感染が成立する。経皮感染はしない。幼虫が感染している中間宿主の食肉や内臓をヒトが食べても感染は成立しない。終 → 中間 → 終 → …という形でしか感染しないので、ヒト同士の接触によっては感染しない。

  - 病態
    - 虫卵から放出された六鉤幼虫が腸壁に侵入し、血流もしくはリンパ流にのって諸臓器（肝、肺、脳など）に運ばれ包虫を形成する。多包条虫は小嚢胞が多数集合した蜂巣状構造を形成する。まれに脳、骨、骨格筋、腎臓、脾臓、その他の組織からも検出される。